# Bradysia loriculata
Bradysia loriculata är en tvåvingeart som beskrevs av Werner Mohrig 1985. Bradysia loriculata ingår i släktet Bradysia och familjen sorgmyggor.
Artens utbredningsområde är Österrike. Inga underarter finns listade i Catalogue of Life.